# جان کابررا
جان کابررا (انگلیسی: John Cabrera؛ زادهٔ ۲۶ اوت ۱۹۷۵) فیلم‌نامه‌نویس، بازیگر و کارگردان فیلم اهل ایالات متحده آمریکا است.
از فیلم‌ها یا سریال‌های تلویزیونی که وی در آن‌ها نقش داشته‌است، می‌توان به هوندرا، دختران گیلمور، ان‌سی‌آی‌اس و سی‌اس‌آی اشاره نمود.